# Regija Sava
Regija Sava je jedna od 22 dve regije Madagaskara, sa Sambavom kao glavnim gradom. Sve do 2009. Sava je spadala pod Provinciju Antsiranana, a od tada je postala samostalna administrativna jedinica.

## Geografske i klimatske karakteristike
Regija Sava nalazi se na severoistoku Madagaskara, sa severa graniči sa Regijom Diana, sa zapada sa Regijom Sofia i sa juga sa Regijom Analanjirofo. Broj stanovnika procenjen je 2004. na 805 300, a ukupna površina na 25 518 km². U Regiji Sava postoje još predeli netaknute divljine kao što je Nacionalni park Marojeji. Regija Sava podeljena je na četiri distrikta:
- Sambava,
- Antalaha
- Vohemar
- Andapa

Ime regije je akronim od inicijalnih slova četiri grada, sedišta distrikta; Sambava, Antalaha, Vohemar i Andapa. Svaki od ta četiri grada tvrdi da je Svetska prestonica vanile, mirodije koja se u ovoj regiji najviše uzgaja, a Madagaskar je najveći proizvođač na svetu. Regija Sava ima tipičnu tropsku klimu sa čestim kišama i visokim temperaturama tokom čitave godine. Najviše kiši od januara do marta, a najugodnije je u septembru i oktobru kad je klima najugodnija, tad je prosečna temperatura od 21-23°C.
Značenje vanile na lokalnu ekonomiju, je izuzetno, tako je cesta koja povezuje glavne gradove distrikta, nakon rekonstrukcije 2005. - nazvana - Put vanile. Ipak nije sve tako bajno sa vanilijom i njenim uzgajivačima, zbog čestih padova cena, kao i zbog šteta koje ovoj regiji nanose cikloni sa Indijskog oceana. Tako da su mnogi seljaci, koji uzgajaju vanilu, pravi siromasi, zbog tog idu u ilegalnu seču šuma, posebno skupocene ebanovina i palisandra da nekako prežive.

## Spoljašnje veze
- Britannica book of the year 2008